# Nigel Farage

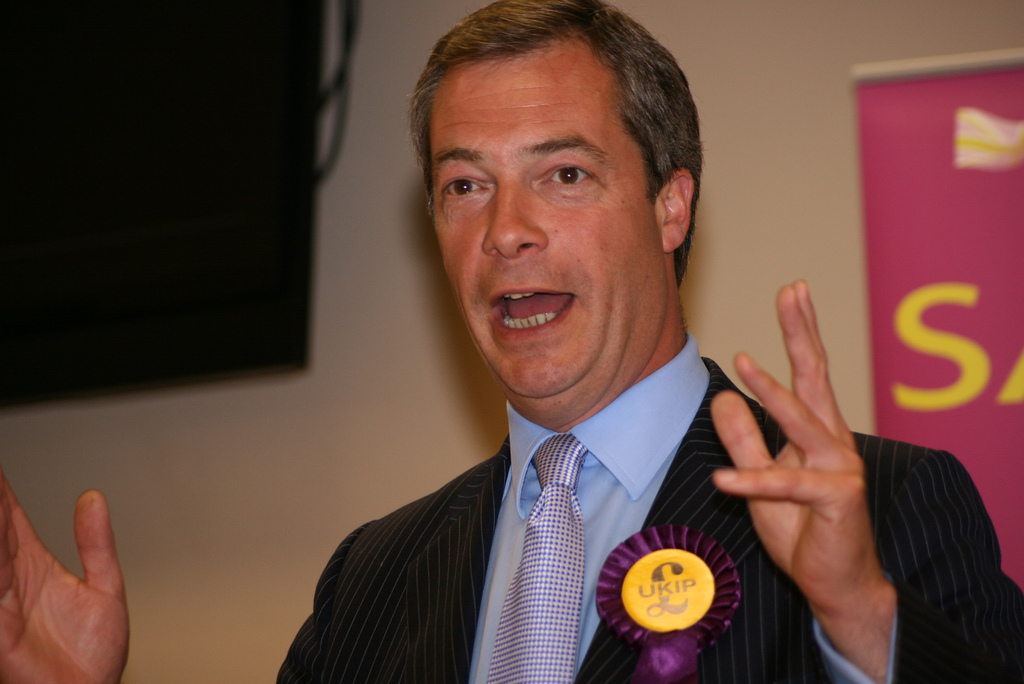
Nigel Farage (2008)

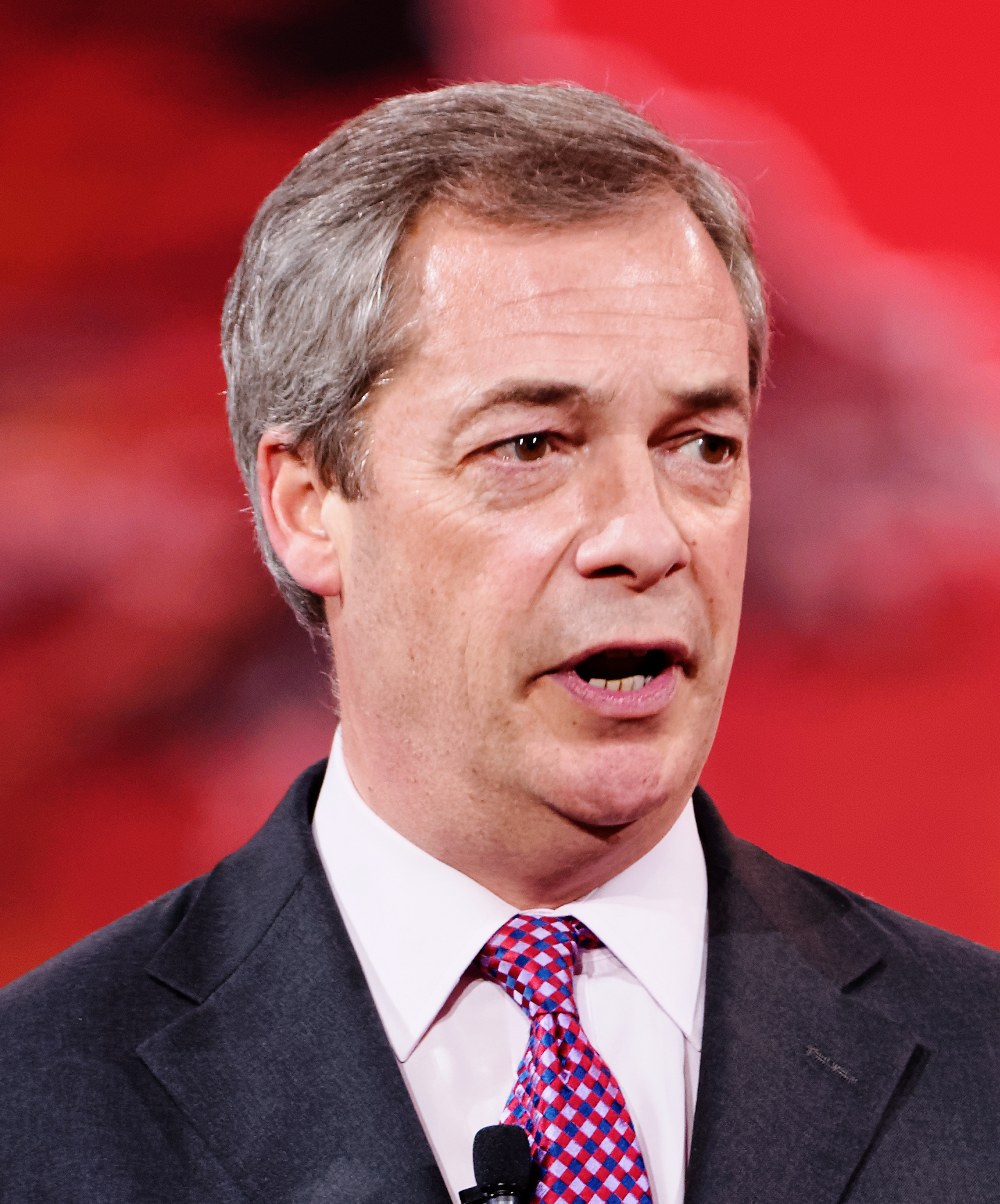
Nigel Farage (2015)

Nigel Paul Farage (výsl. [ˈnaɪdʒəl ˈpɔːl ˈfærɑːʒ]IPA; * 3. dubna 1964 Farnborough) je britský politik, do července 2016 předseda Strany nezávislosti Spojeného království (UKIP). Do roku 2009 v Evropském parlamentu předsedal euroskeptické frakci Nezávislost a demokracie, poté společně s Francescem Speronim vedl nástupnickou frakci Evropa svobody a přímé demokracie. Až do února 2019 byl nestraník. Od téhož měsíce se stal členem nové politické strany s názvem Brexit Party a od března 2019 jejím lídrem. V červenci 2024 byl na sedmý pokus zvolen do Britského parlamentu za Reform UK, stranu kde je lídrem a to z okrsku Clacton 

## Mládí a osobní život
Narodil se v roce 1964 ve Farnborough v hrabství Kent. Jeho otcem byl Guy Oscar Justus Farage, makléř a alkoholik, který rodinu opustil, když bylo Nigelovi pět let. Studoval na Dulwich College v Jižním Londýně, v roce 1982 se však místo univerzitního studia rozhodl pro dráhu komoditního makléře. V prosinci 1986, v jeho 21 letech, mu byla diagnostikována rakovina varlete, z níž se však plně vyléčil.
Poprvé se oženil roku 1988 s Graine Hayesovou. Z tohoto manželství vzešli dva synové – Samuel (* 1989) a Thomas (* 1991). Od roku 1999 je jeho druhou manželkou Němka Kirsten Mehrová, s kterou má další dvě děti – dcery Victorii (* 2000) a Isabelle (* 2005).

## Politické začátky a UKIP
Již během studia byl aktivním členem Konzervativní strany, a to až do roku 1990, kdy Margaret Thatcherová rezignovala na post ministerské předsedkyně. Stranu definitivně opustil, když se o dva roky později vláda Johna Majora připojila k tzv. Maastrichtské smlouvě (Smlouva o Evropské unii).
V roce 1993 se stal zakládajícím členem Strany nezávislosti Spojeného království (United Kingdom Independence Party, zkr. UKIP), za niž pak pětkrát kandidoval v národních parlamentních volbách.
Roku 1999 byl poprvé zvolen do Evropského parlamentu a působení v něm se stalo jeho doménou. Svůj mandát pak obhájil v letech 2004 a 2009. V současnosti[kdy?] je představitelem třináctičlenné skupiny poslanců zvolené za UKIP a s italským poslancem Francescem Speronim předsedá euroskeptické frakci Europe of Freedom and Democracy.
Kromě toho se roku 2006 zúčastnil doplňovacích parlamentních voleb v obvodu Bromley a Chislehurst, jež se konaly po smrti dosavadního konzervativního poslance Erica Fortha. S osmi procenty se umístil na třetím místě, když porazil kandidáta vládních Labouristů. Jednalo se o druhý nejlepší výsledek UKIP v doplňovacích volbách z dosavadních dvaceti pěti, kterých se strana zúčastnila.

## Lídr UKIP
Dne 12. září 2006 byl Nigel Farage zvolen lídrem UKIP ziskem 45 % hlasů s 20% náskokem před druhým nejúspěšnějším kandidátem. V rozhovoru pro rozhlasovou stanici BBC 4 toho dne prohlásil, že ukončí vnímání UKIP veřejností jako strany jednoho tématu a bude spolupracovat se spřízněnými politiky z euroskeptické iniciativy Better Off Out.
Ve svém prvním projevu na konferenci UKIP 8. října 2006 prohlásil, že je UKIP ve středu britského veřejného mínění ("at the centre-ground of British public opinion") a skutečným hlasem opozice ("real voice of opposition"). „Ve Velké Británii fungují tři sociálně demokratické strany — Názory labouristů, liberálních demokratů a konzervativců jsou v téměř všech zásadních otázkách takřka nerozeznatelné.“ („We've got three social democratic parties in Britain — Labour, Lib Dem and Conservative are virtually indistinguishable from each other on nearly all the main issues“). To je podle Farage jedním z důvodů, proč devět milionů lidí, kteří ještě v roce 1992 volili, v současnosti k volbám nechodí.
Dne 19. října 2006 se Farage zúčastnil tříhodinového živého vysílání s moderátorem Jamesem Whaleem v rozhlasové stanici talkSPORT. O čtyři dny později Whale ve svém pořadu oznámil své rozhodnutí kandidovat za UKIP v roce 2008 na starostu Londýna. Farage řekl, že Whale má nejen odvahu, ale i skutečné porozumění pro názory obyčejných lidí. Whale se však rozhodl nekandidovat, protože by jinak nemohl nadále moderovat svůj pořad. UKIP pak do voleb nominovala Gerarda Battena.
Dne 4. července 2016, krátce po britském referendu o vystoupení z Evropské unie, ve kterém převážily hlasy pro tzv. brexit, Farage ohlásil svůj odchod z předsednické funkce UKIP. Uvedl přitom: „Mým cílem bylo dostat Británii z Evropské unie. Svoji misi jsem splnil. Je čas, abych odešel z čela strany.“
V prosinci 2018 opustil Stranu nezávislosti Spojeného království. Důvodem bylo, že předseda strany Gerard Batten prý je posedlý islámem. Farage dále kritizoval to, že Batten zaměstnal krajně-pravicového aktivistu Tommy Robinsona jako svého poradce. UKIP následně opustil frakci Evropa svobody a přímé demokracie v Evropském parlamentu.
Koncem července 2023 rezignovala Alison Rose, předsedkyně představenstva největší britské banky NatWest Group, z funkce kvůli tomu, že zpřístupnila bankovní údaje Nigela Farage novinářům BBC.

## Kontroverze v Evropském parlamentu
Dne 18. listopadu 2004 zveřejnil Farage v Evropském parlamentu, že Jacques Barrot, designovaný komisař za Francii, měl ve Francii dvouletý zákaz výkonu veřejné funkce poté, co byl v roce 2000 shledán vinným ze zpronevěry 2 miliónů liber z vládních fondů, které přesměroval do kapes svých spolustraníků. Farage uvedl, že francouzský prezident Jacques Chirac udělil Barrotovi amnestii. Původní reportáže BBC tvrdily, že podle francouzského práva je ilegální zveřejňovat takové odsouzení, avšak tento zákaz se vztahuje pouze na francouzské úředníky během doby, kdy jsou v úřadu. Zákaz zveřejňování odsouzení pokrytých amnestií, jak je kodifikován ve francouzském trestním zákoníku, neplatí obecně a zvláště ne pro členy Evropského parlamentu z jiných členských států EU. Předseda parlamentu Josep Borrell nařídil Farageovi, aby vzal své komentáře zpět pod hrozbou „právních následků“. Nicméně den nato se potvrdilo, že Barrot dostal v daném případě od soudu osmiměsíční podmíněný trest odnětí svobody, ten však byl rychle vymazán amnestií od Chiraca a jeho parlamentní většiny. Předseda komise José Manuel Barroso přiznal, že o Barrotově kriminálním záznamu nevěděl, když ho jmenoval místopředsedou komise. Frakce socialistů a liberálů v Evropském parlamentu se poté přidaly k UKIPu a požadovaly Barrotův vyhazov v důsledku toho, že svoje odsouzení nezveřejnil během přijímacích pohovorů.
V květnu 2009 levicový deník The Guardian uvedl, že Farage před zástupci Foreign Press Association prohlásil, že za deset let své práce obdržel a spotřeboval asi dva miliony liber z peněz daňových poplatníků v rámci výloh a náhrad. Bývalý britský ministr pro Evropu Denis MacShane se nechal slyšet, že měl Farage radost, že si „narval kapsy zlatem“. Farage se proti jeho dezinterpretaci ohradil, ale uvítal veřejné nastolení otázky europoslaneckých výloh: "Během pětiletého mandátu každý ze sedmdesáti osmi britských poslanců Evropského parlamentu dostane kolem milionu liber. To pokryje zaměstnání administrativních pracovníků, fungování jejich kanceláří a neustálé cestování mezi jejich domovem, Štrasburkem a Bruselem." („Over a five year term each and every one of Britain's 78 MEPs gets about £1 million. It is used to employ administrative staff, run their offices and to travel back and forth between their home, Brussels and Strasbourg.“)
| „ | „Legrace, ne? Když jsem sem před sedmnácti lety přišel a říkal, že povedu kampaň za britský odchod z EU, smáli jste se mi. Musím říct, že teď už se nesmějete.“ | “ |
| — Nigel Farage v Evropském parlamentu 28. června 2016 krátce po referendu o členství Spojeného království v Evropské unii. | |   |

## Brexit Party
Nigel Farage se stal lídrem kandidátky Brexit Party v britské části eurovoleb 26. května 2019, kterých se Spojené království měla zúčastnit v důsledku odložení brexitu. Předvolební průzkumy předpovídaly Brexit Party jasné vítězství v těchto volbách. V průměru výsledků průzkumů ze začátku května měla tato strana 30 % preferencí, zatímco Konzervativní strana by dostala pouze 12 % a Labouristická strana 21 % hlasů.

## Nigel Farage a Česká republika
Když Václav Klaus odmítal podepsat Lisabonskou smlouvu, Farage o něm řekl, že se postavil za české národní zájmy.
Dne 4. března 2009 přijal prezident Václav Klaus skupinu poslanců Evropského parlamentu ze skupiny Independence/Democracy v čele s Nigelem Faragem. Během setkání měl Václav Klaus ocenit Farageovy projevy v Evropském parlamentu.
Dne 19. července 2009 poslanec Evropského parlamentu za ČSSD Jiří Havel na svém blogu Nigela Farage ostře napadl v reakci na jeho projev hodnotící české předsednictví EU a vyzdvihující vystoupení českého prezidenta Václava Klause. Havel svého kolegu srovnával s Miroslavem Sládkem, označil jej spojením "nacionalista, někdo říká fašista" a nazval ho troubou. Za to sklidil tvrdou kritiku euroskeptických bloggerů.
Nigel Farage jménem UKIP vítal vznik české euroskeptické politické strany, Strany svobodných občanů, popřál jí hodně úspěchů a vyzval ji ke společnému boji za svobodnou Evropu.
Dne 18. června 2012 navštívil Prahu. Prezident republiky Václav Klaus ho opět přijal na Pražském hradě. Ve 14.40 jednal v hotelu Leonardo s předsedou české Strany svobodných občanů Petrem Machem a slovenské strany Svoboda a solidarita Richardem Sulíkem. V 17.30 promluvil v rámci setkání s veřejností, které uspořádala Akce DOST. Ve 20 hodin vystoupil v pořadu České televize Hyde Park.
V roce 2017 byl opět přítomen v Praze, proto aby podpořil Stranu svobodných občanů před volbami do Poslanecké sněmovny.